# Псидиум
Пси́диум, Гуа́ва, или Гойяба, устар. Гуйава (лат. Psídium) — род растений семейства Миртовые, включает в себя около 100 видов.

## Ареал
Ареал гуавы — тропики. Родина рода — Америка, от тропических районов Мексики до северной части Южной Америки. Однако некоторые виды были интродуцированы в Африку, Индию, Юго-Восточную Азию и Океанию.

## Описание
Этот род был впервые описан Линнеем в 1753 году. Виды псидиума — небольшие вечнозелёные или полулистопадные деревья или кустарники, обычно высотой до 3—4 м, но некоторые могут превышать 10 м.

## Плоды
Плоды обычно от 4 до 12 см в длину, обычно круглые или овальные. Имеют выраженный приятный аромат, напоминающий запах лимонной цедры, но не такой резкий. Кожура может быть плотной и горькой, а может быть тонкой и сладкой. Цвет от зелёного до жёлто-розового и даже бордового. Мякоть имеет сладкий или кисловатый вкус. Многочисленные мелкие семена могут быть очень твёрдыми.

## Применение
Многие из видов приносят съедобные плоды, и по этой причине некоторые из них выращиваются в коммерческих целях. Плоды гуавы широко используются в питании (желе, джемы, соки) и изготовлении алкогольных напитков, например мексиканского тепаче. Наиболее распространены в культивировании гуава земляничная и гуайява.

## Некоторые виды
По информации базы данных The Plant List, род включает 112 видов:
- Psidium acranthum Urb.
- Psidium acunae Borhidi
- Psidium acutangulum Mart. ex DC.
- Psidium albescens Urb.
- Psidium amplexicaule Pers.
- Psidium apiculatum Mattos
- Psidium appendiculatum Kiaersk.
- Psidium araucanum Soares-Silva & Proença
- Psidium arboreum Vell.
- Psidium atiraense Barb.Rodr.
- Psidium australe Cambess.
- Psidium bahianum Landrum & Funch
- Psidium balium Urb.
- Psidium brevifolium Alain
- Psidium brownianum Mart. ex DC.
- Psidium calptranthoides A.H.Liogier
- Psidium calyptranthoides Alain
- Psidium canum Mattos
- Psidium cattleianum Afzel. ex Sabine — Гуава земляничная
- Psidium cauliflorum Landrum & Sobral
- Psidium celastroides Urb.
- Psidium chodatianum Barb.Rodr.
- Psidium claraense Urb.
- Psidium cordillerense Barb.Rodr.
- Psidium crispum Barb.Rodr.
- Psidium cymosum Urb.
- Psidium densicomum Mart. ex DC.
- Psidium dictyophyllum Urb. & Ekman
- Psidium donianum O.Berg
- Psidium dumetorum Proctor
- Psidium ellipticum Barb.Rodr.
- Psidium eugenii Kiaersk.
- Psidium firmum O.Berg
- Psidium friedrichsthalianum (O.Berg) Nied.
- Psidium fulvum McVaugh
- Psidium galapagaeum Hook.f.
- Psidium ganevii Landrum & Funch
- Psidium giganteum Mattos
- Psidium glandulosum Barg.Rodr.
- Psidium glaziovianum Kiaersk.
- Psidium globosum Larrañaga
- Psidium grandifolium Mart. ex DC.
- Psidium guajava L. — Гуайява
- Psidium guineense Sw.
- Psidium guyanense Pers.
- Psidium haitiense Alain
- Psidium harrisianum Urb.
- Psidium × hasslerianum Barb.Rodr.
- Psidium hotteanum Urb. & Ekman
- Psidium huanucoense Landrum
- Psidium hypoglaucum Standl.
- Psidium inaequilaterum O.Berg
- Psidium itanareense O.Berg
- Psidium jacquinianum (O.Berg) Mattos
- Psidium jakuscianum Borhidi
- Psidium kennedyanum Morong
- Psidium langsdorffii O.Berg
- Psidium laruotteanum Cambess.
- Psidium longipetiolatum D.Legrand
- Psidium lourteigiae D.Legrand
- Psidium loustalotii Britton & P.Wilson
- Psidium macrophyllum Barb.Rodr.
- Psidium maribense Mart. ex DC.
- Psidium mattogrossense Barb.Rodr.
- Psidium minutifolium Krug & Urb.
- Psidium misionum D.Legrand
- Psidium montanum Sw.
- Psidium munizianum Borhidi
- Psidium myrsinites DC.
- Psidium myrtoides O.Berg
- Psidium nannophyllum Alain
- Psidium nummularia (C.Wright ex Griseb.) C.Wright
- Psidium nutans O.Berg
- Psidium oblongatum O.Berg
- Psidium oblongifolium O.Berg
- Psidium oligospermum Mart. ex DC.
- Psidium oncocalyx Burret
- Psidium orbifolium Urb.
- Psidium ovale (Spreng.) Burret
- Psidium parvifolium (Griseb.) Griseb.
- Psidium pedicellatum McVaugh
- Psidium pigmeum Arruda
- Psidium psychrophilum Barb.Rodr.
- Psidium pulverulentum Krug & Urb.
- Psidium raimondii Burret
- Psidium ramboanum Mattos
- Psidium refractum O.Berg
- Psidium reptans (D.Legrand) Soares-Silva & Proença
- Psidium reversum Urb.
- Psidium rhombeum O.Berg
- Psidium riparium Mart. ex DC.
- Psidium robustum O.Berg
- Psidium roseum Barb.Rodr.
- Psidium rostratum McVaugh
- Psidium rotundatum Griseb.
- Psidium rufum Mart. ex DC.
- Psidium rutidocarpum Ruiz & Pav. ex G.Don
- Psidium sabulosum Barb.Rodr.
- Psidium salutare (Kunth) O.Berg
- Psidium sartorianum (O.Berg) Nied.
- Psidium schenckianum Kiaersk.
- Psidium scopulorum Ekman & Urb.
- Psidium sessilifolium Alain
- Psidium sintenisii (Kiaersk.) Alain
- Psidium sorocabense O.Berg
- Psidium striatulum DC.
- Psidium subcrenatum Barb.Rodr.
- Psidium tenuirame Urb.
- Psidium tomasense Barb.Rodr.
- Psidium tomentosum Barb.Rodr.
- Psidium trilobum Urb. & Ekman
- Psidium verrucosum Barb.Rodr.